# 佐藤圭一
佐藤 圭一（さとう けいいち、10月4日 - ）は、日本のアナウンサー、リポーター、気象予報士。
テレビ朝日の気象キャスター。元、東京ケーブルネットワークキャスター。情報・バラエティ番組のリポーターやＭＣを担当。出演以外にも自らカメラを回し、映像編集や原稿作成なども行う。専属キャスターだったが圭三プロダクションに所属。2017年からは活動の場を文化放送に移し報道記者として国会や首相官邸、各省庁などでの取材を経験。夕方のワイド番組ではリポーターとして幅広い話題を扱った。その後ウェザーマップに所属し現在は気象キャスターとして活動中。

## 人物
長野県岡谷市出身。長野県諏訪清陵高等学校を経て、成城大学卒業。
東京アナウンスセミナー10期生となる。同期に吉本麻希子（富山エフエムアナウンサー）、中井友紀（青森朝日放送アナウンサー）らがいる。なお、この頃にのちに番組で共演する歌手の伊藤美裕とアナウンサー試験会場で出会っている。
卒業後、2011年3月に東京ケーブルネットワーク専属キャスターとして採用（当初はTCPアーティスト所属）される。しかし、採用直後に発生した東日本大震災の影響で、ほとんどの放送が休止となり番組への初出演が半月ほど延期となる。
2011年4月より、東京ケーブルネットワーク『たばさと☆GO! 』のメインキャスターを務める。キャスターの傍ら同番組のスタッフとしても参加し、自ら原稿作成、撮影、編集まで行う。以後、街の日々をレポートするだけでなく数多くの特別番組にもメインキャスターとして出演する。また、中央エフエム『Hello! RADIO CITY』のMCも東京ケーブルネットワークの佐藤圭一として務めた。
2016年4月に圭三プロダクションに移籍するが、ほぼ東京ケーブルネットワークの専属キャスターを続ける。
2017年3月31日をもって東京ケーブルネットワークを卒業。最終日にはYouTubeでの生配信特番が組まれた。また同時に中央エフエムも卒業した。
同年4月1日、気象予報士登録。同時に文化放送契約記者となり、同局『斉藤一美ニュースワイドSAKIDORI！』のリポーターを務めた。報道記者として国会や首相官邸、各省庁などでの取材を経験。夕方のワイド番組ではリポーターとして幅広い話題を扱った。文化放送の番組では斉藤一美や水谷加奈らMC、河合薫らコメンテーターとのやりとりでいじられキャラとしての立場を確立。災害報道には強い思い入れがあり、北海道胆振東部地震発生時直後には一人で被災地に向かい文化放送内の番組でリポートをし続けた。
2019年からはウェザーマップに所属しテレビ朝日に活動の場を移す。気象デスクと気象キャスターを兼務している。土曜日のスーパーJチャンネルへレギュラー出演をしいる他、サタデーステーションなど様々な番組で気象解説を行っている。
また、定期的にJ-WAVE の井桁弘恵がナビゲートするLOGISTEED TOMOLAB. TOMORROW LABORATORY.に気象キャスターとして出演している。

## 座右の銘
『向き不向きより前向きに』

## エピソード
- お笑いが好きで過去に共演したオジンオズボーン篠宮やいとうあさこらは今でも親交がある。
- サザンオールスターズファン。ライブの天気をXで伝えたところ、桑田佳祐にラジオで「気象キャスターの佐藤圭一さん、この方神様なんじゃないか？」と言われたことがある。

## メディア
- たばさと☆GO！（東京ケーブルネットワーク、2011年4月～2015年3月）メインキャスター
- あらぶんちょ！ぷらす（東京ケーブルネットワーク、2016年4月～2017年3月）メインキャスター
- 斉藤一美ニュースワイドSAKIDORI！（文化放送、2017年4月～）リポーター
- スーパーJチャンネル
- サタデーステーション
- ワイドスクランブル